# Amur-Langkrallen-Spitzmaus
Die Amur-Langkrallen-Spitzmaus (Sorex unguiculatus) ist eine Spitzmausart aus der Gattung der Rotzahnspitzmäuse (Sorex). Sie kommt in Russland, in der nordöstlichen Volksrepublik China, im Nordosten Koreas sowie auf mehreren japanischen Inseln vor.

## Merkmale
Mit einer Kopf-Rumpf-Länge von 7,0 bis 9,1 Zentimetern und einem Gewicht von etwa 6 bis 10 Gramm zählt die Amur-Langkrallen-Spitzmaus zu den großen Spitzmausarten. Der Schwanz erreicht eine Länge von 41 bis 51 Millimetern – und ist damit kürzer als der Restkörper – der Hinterfuß von 12 bis 14 Millimetern. Das Rücken- und Bauchfell ist dunkelbraun, der Bauch ist etwas heller und leicht grau. Die Vorderfüße sind breit mit mehr als drei Millimeter langen Krallen, die deutlich länger als die der Hinterfüße sind.
| 1 | · | 5 | · | 1 | · | 3 | = 32 |
| 1 | · | 1 | · | 1 | · | 3 | = 32 |

Der Schädel hat eine Gesamtlänge von 19 bis 21 Millimetern. Wie die meisten Arten der Gattung besitzt die Art im Oberkiefer pro Hälfte einen Schneidezahn (Incisivus) und danach fünf einspitzige Zähne, einen Vorbackenzahn (Praemolar) und drei Backenzähne (Molares). Im Unterkiefer besitzt sie dagegen einen einzelnen Eckzahn (Caninus) hinter dem Schneidezahn. Insgesamt verfügen die Tiere damit über ein Gebiss aus 32 Zähnen. Die Zahnwurzeln sind wie bei den meisten Rotzahnspitzmäusen rot gefärbt. Die ersten drei einspitzigen Zähne des Oberkiefers nehmen in ihrer Größe leicht gegeneinander ab, der zweite kann auch kleiner sein. Alle drei Zähne sind jedoch deutlich größer als die beiden folgenden.
Das Genom der Amur-Langkrallen-Spitzmaus besteht aus einem diploiden Chromosomensatz aus 2n=42 (FN=68–70).

## Verbreitung

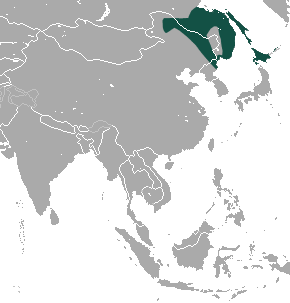
Verbreitungsgebiet (grün) der Amur-Langkrallen-Spitzmaus

Das Verbreitungsgebiet der Amur-Langkrallen-Spitzmaus  befindet sich im äußersten Nordwesten des asiatischen Kontinents am Pazifischen Ozean. Sie kommt in Russland vom Mündungsgebiet des Amur bis nach Wladiwostok einschließlich der vorgelagerten Insel Sachalin, in der nordöstlichen Volksrepublik China in den Provinzen Heilongjiang und dem Osten der Inneren Mongolei, im Nordosten Koreas sowie auf den japanischen Inseln Hokkaidō, Rebun, Rishiri, Teuri, Moyuyuri, Yagishiri und Daikoku vor.

## Lebensweise
Die Amur-Langkrallen-Spitzmaus kommt in sehr unterschiedlichen Lebensräumen vom Flachland bis in die Bergregionen vor, wobei sie vor allem die Blattstreu und die oberen Erdschichten besiedelt. Eine besonders hohe Dichte erreicht die Art auf offenen Flächen und Wiesen. Sie lebt teilweise grabend im Erdreich und ernährt sich von wirbellosen Tieren, vor allem Regenwürmern und Insekten sowie Schnecken. In China lebt die Art teilweise sympatrisch mit der Lapplandspitzmaus (Sorex caecutiens) und der Taigaspitzmaus (Sorex isodon).
Im südlichen Teil des Verbreitungsgebiets reicht die Fortpflanzungszeit von Anfang April bis in den späten September, im Amurgebiet dauert sie nur die Sommermonate an. Die Weibchen bringen pro Jahr bis zu drei Würfe mit je drei bis sieben Jungtieren zur Welt.

## Systematik
Die Amur-Langkrallen-Spitzmaus wird als eigenständige Art innerhalb der Gattung der Rotzahnspitzmäuse (Sorex) eingeordnet, die aus etwa 80 Arten besteht. Die wissenschaftliche Erstbeschreibung stammt von George Edward Dobson aus dem Jahr 1890, der sie von der Insel Sachalin und aus der Gegend von Nikolajewsk am Amur in Russland beschrieb. Innerhalb der Gattung wird die Art in die Untergattung Sorex eingeordnet und der S. caecutiens-Gruppe zugerechnet.
Innerhalb der Art werden neben der Nominatform Sorex unguiculatus unguiculatus keine weiteren Unterarten unterschieden.

## Bedrohung und Schutz
Die Amur-Langkrallen-Spitzmaus wird von der International Union for Conservation of Nature and Natural Resources (IUCN) aufgrund des großen Verbreitungsgebietes und der nicht vorhandenen Bestandsbedrohung als nicht gefährdet (least concern) eingeordnet.

## Belege
1. 1 2 3 4 5  Robert S. Hoffmann, Darrin Lunde: Long-Clawed Shrew. In: Andrew T. Smith, Yan Xie: A Guide to the Mammals of China. Princeton University Press, Princeton NJ 2008, ISBN 978-0-691-09984-2, S. 319–320.
2. 1 2 3 4 5   Sorex unguiculatus (Memento vom 3. Januar 2014 im Internet Archive). In: Don E. Wilson, DeeAnn M. Reeder (Hrsg.): Mammal Species of the World. A taxonomic and geographic Reference. 2 Bände. 3. Auflage. Johns Hopkins University Press, Baltimore MD 2005, ISBN 0-8018-8221-4.
3. 1 2 3 4  Sorex unguiculatus in der Roten Liste gefährdeter Arten der IUCN 2013.2. Eingestellt von: H. Abe, S.D. Ohdachi, K. Tsytsulina, 2008. Abgerufen am 2. Januar 2014.